# Sędowo
Sędowo (niem. Königstreu) – wieś w Polsce, położona w województwie kujawsko-pomorskim, w powiecie mogileńskim, w gminie Dąbrowa.

## Podział administracyjny
W latach 1975–1998 miejscowość administracyjnie należała do województwa bydgoskiego.

## Demografia
Według Narodowego Spisu Powszechnego (III 2011 r.) liczyła 261 mieszkańców. Jest ósmą co do wielkości miejscowością gminy Dąbrowa.

## Położenie
Sędowo wyznacza południową część granicy regionu z gminą Mogilno, a od wschodu z gminą Janikowo. Wieś jest stosunkowo rozległa.